# Nikolai Michailowitsch Gersewanow

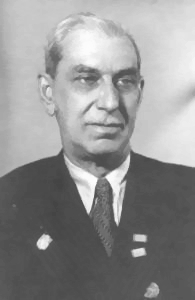
Nikolai Michailowitsch Gersewanow

Nikolai Michailowitsch Gersewanow (russisch Николай Михайлович Герсеванов; * 16. Februarjul. / 28. Februar 1879greg. in Tiflis; † 20. Januar 1950 in Moskau) war ein russisch-sowjetischer Bodenmechanik-Ingenieur und Hochschullehrer.

## Leben
Gersewanows Vater war der Bauingenieur Michail Gersewanow, der sich mit der Familie 1887 in St. Petersburg niederließ. Gersewanow studierte dort am Institut für Verkehrsingenieure (IIPS) mit Abschluss 1901.
Darauf wurde Gersewanow in Siedlce Bauleiter in der Verwaltung für den Bau der Bologoje-Siedlce-Eisenbahnstrecke. Anschließend war er Bauleiter in den Häfen von St. Petersburg, Narva und Kronstadt. Unter seiner Leitung wurden Bodenaufschüttungen mechanisiert durchgeführt, Tiefwasser-Piers aufgebaut, die Dämme des St. Petersburger Seekanals verlängert und der Seekanal im Moonsund hergestellt. Im Ersten Weltkrieg wurde er für Bauten der Marine eingesetzt.
Neben der Bautätigkeit begann Gersewanow 1903 am IIPS zu lehren. Als Erster in Russland wendete er Nomogramme an (1906). Ab 1907 hielt er Vorlesungen über Hafenbau im St. Petersburger Polytechnischen Institut. 1914 gab er eine Berechnungsmethode für Pfahlgründungskonstruktionen mit großer freier Länge an und 1917 eine Formel für die Berechnung der Belastungsgrenze von Pfahlgründungen.
Nach der Oktoberrevolution wurde Gersewanow als Lehrer für Mathematik an die neue Taurische Universität in Simferopol berufen und wurde 1919 Dozent. 1921 hielt er eine Vorlesung über Hydrotechnik-Bauten am neuen Polytechnischen Institut Tiflis. Nach dem Ende des Bürgerkriegs wurde er als Gewinner des Ausschreibungswettbewerbs 1923 zum Professor und Leiter des Lehrstuhls für Hafenbauten des IIPS berufen.
1930 wechselte Gersewanow in den Sektor für Gründung des Staatlichen Bau-Instituts in Moskau. Auf seine Initiative entstand im Frühjahr 1931 das Allunionsinstitut für schwierige Gründungen und Fundamente (WIOS) mit Gersewanow als Direktor. Daneben war er 1933–1937 Leiter des Lehrstuhls für hydrotechnische Bauten der Militärverkehrsakademie der Roten Armee. Er wurde 1935 ohne Verteidigung einer Dissertation zum Doktor der technischen Wissenschaften promoviert. Die Wahl zum Korrespondierenden Mitglied der Akademie der Wissenschaften der UdSSR erfolgte 1939.
Gersewanow starb am 20. Januar 1950 in Moskau und wurde auf dem Wagankowoer Friedhof begraben.
Das aus  dem WIOS entstandene Forschungsinstitut für Gründungen und Tiefbau trägt Gersewanows Namen. Die Russische Gesellschaft für Bodenmechanik, Geotechnik und Fundamentbau stiftete 1999 die Gersewanow-Medaille für hervorragende Forschungsergebnisse.

## Ehrungen, Preise
- Verdienter Wissenschaftler und Techniker der RSFSR (1936)[1]
- Orden des Roten Banners der Arbeit (1943, 1945)[1]
- Medaille „Für die Verteidigung Moskaus“ (1944)[1]
- Medaille „Für heldenmütige Arbeit im Großen Vaterländischen Krieg 1941–1945“ (1946)[1]
- Stalinpreis II. Klasse für Entwicklung und Einführung von Methoden für das Bauen auf großporigen Böden (Löss) (1948 mit J. M. Abelew)[1]